# Serjania multiflora
Serjania multiflora är en kinesträdsväxtart som beskrevs av Jacques Cambessèdes. Serjania multiflora ingår i släktet Serjania och familjen kinesträdsväxter. Inga underarter finns listade i Catalogue of Life.